# Kostomlaty nad Labem
Kostomlaty nad Labem település Csehországban, a Nymburki járásban. Kostomlaty nad Labem Hradištko, Zbožíčko, Čilec, Ostrá, Stratov, Milovice, Kostomlátky és Kamenné Zboží településekkel határos. Lakosainak száma 1901 fő (2024. január 1.).

## Népesség
A település lakosságának változását az alábbi diagram mutatja:
| Lakosok száma | 1593 | 1913 | 1906 | 1912 | 1702 | 1633 | 1838 | 1858 | 1885 | 1901 |
|               | 1869 | 1890 | 1921 | 1950 | 1980 | 2001 | 2017 | 2019 | 2022 | 2024 |